# Salix donggouxianica
Salix donggouxianica — вид квіткових рослин із родини вербових (Salicaceae).

## Морфологічна характеристика
Це кущ до 2 метрів заввишки; кора сіро-коричнева, гладка. Гілочки тонкі, голі, злегка жовті, з чорними плямами; молоді гілочки зелено-жовті. Листкова ніжка 1.5–2 мм, гола; листкова пластинка лінійно-ланцетна, абаксіально (низ) бліда, адаксіально зелена, обидві поверхні голі, край нещільно тупопилчастий, верхівка тупо гостра. Чоловіча сережка 10–20 × 6–7 мм. Жіноча сережка 10–25 × 3.5–5 мм.

## Середовище проживання
Ендемік Китаю: Ляонін. Населяє пляжні рівнини.